# Peseta catalana
La peseta catalana (en catalán: peceta) fue una antigua unidad monetaria de las emisiones de oro y de plata acuñadas en Barcelona desde 1808 hasta 1814, bajo el gobierno napoleónico, durante la guerra de la Independencia Española, llevando este nombre toda la moneda de oro y plata que se acuñó en Barcelona. Fue utilizada en Cataluña hasta 1850, el año en que España llevó a cabo el proceso de decimalización. «Peseta» también fue un nombre utilizado en toda España para referirse a una cantidad de cuatro reales españoles.
Siendo una derivación de «peça» y no de «peso», «peceta» sería la forma ortográfica más adecuada. La peseta catalana se subdividía en seis sueldos, cada uno de los cuales contenía cuatro cuartos, ocho ochavos o doce dineros. Cinco pesetas equivalían a un duro, que a su vez equivalía a ocho reales de plata fuerte españoles (dólar español). La peseta valía cuatro reales en el nuevo sistema decimal.
También llevaron esta denominación los duros obsidionales de Gerona, Lérida y Tarragona acuñados durante la defensa española frente a las tropas napoleónicas en 1809, así como los duros acuñados en Mallorca en 1823 y una peseta acuñada por el bando isabelino durante la primera guerra carlista en Barcelona en 1836 y 1837.
El nombre «peseta» resurgió en 1868 con la reforma monetaria de Laureano Figuerola para referirse a la nueva unidad monetaria española, con un valor equivalente al de la antigua peseta.